# Greenville (Illinois)
Greenville è una città nella Contea di Bond, Illinois, Stati Uniti, situata a 51 miglia (82 km) a est di St. Louis. La popolazione, secondo il censimento del 2020, era di 7.083 abitanti, in aumento rispetto ai 7.000 del censimento del 2010. È il capoluogo di contea della Contea di Bond.
Greenville fa parte dell'Area Metropolitana di St. Louis. È anche considerata parte della regione del Metro East dell'Illinois.
Greenville ha celebrato il suo bicentenario nel 2015 come una delle comunità più antiche dell'Illinois. È sede della Greenville University, del Museo Richard Bock, dell'American Farm Heritage Museum, dell'Armed Forces Museum, del Demoulin Museum e di una prigione federale, la Federal Correctional Institution (FCI Greenville). È anche sede di aziende conosciute a livello internazionale, tra cui Nevco Scoreboard, la più grande azienda privata di tabelloni segnapunti al mondo, e DeMoulin Brothers, il più antico e grande produttore di uniformi per bande musicali al mondo.

## Storia
Greenville fu fondata da George Davidson nel 1815, quando acquistò 160 acri (65 ha) lungo la scogliera che domina Little Shoal Creek, in quella che allora era ancora parte della Contea di Madison. Davidson costruì una taverna vicino all'attuale incrocio tra Main e Sixth streets, e nel 1816 iniziò a vendere lotti individuali. Il governo federale stabilì il suo primo ufficio postale federale a Greenville nel 1819. Fu incorporata come città nel 1855 e come città nel 1872. Un tempo, aveva quartieri chiamati New Jerusalem, Piety Hill, Cobtown e Buzzard Roost. Sono state avanzate alcune possibili ragioni per la denominazione della città. Alcuni pensano che la città sia stata chiamata così in onore di Greenville (Carolina del Nord), che era stata chiamata così in onore del generale della Guerra d'indipendenza americana Nathanael Greene. Altri dicono che Greenville sia stata chiamata così dal primo colono Thomas White perché era “così verde e bella”. Una terza possibilità è che Greenville sia stata chiamata così in onore di Green P. Rice, il primo mercante della città.
Greenville divenne il capoluogo della Contea di Bond nel 1821. Il precedente capoluogo, Perryville, fu annesso alla Contea di Fayette quando fu formata da una parte della Contea di Bond, richiedendo la nomina di un nuovo capoluogo. Davidson offrì di donare al governo della contea il terreno intorno all'attuale piazza della città. La sua offerta fu accettata e un tribunale fu costruito nel 1821 sul sito dell'attuale tribunale.
Durante gli anni 1840, alcuni residenti della Contea di Bond aiutavano gli schiavi a raggiungere la libertà tramite la Ferrovia Sotterranea. Gli schiavi venivano spesso trasportati dal Missouri, a volte attraverso Carlyle fino alla Contea di Bond. Il reverendo John Leeper riuscì a mascherare le sue attività legate alla Ferrovia Sotterranea grazie alla sua attività di macinazione. Il dottor Henry Perrine praticava la medicina vicino a Greenville e aiutava con le attività segrete della ferrovia. La casa del reverendo George Denny fu trovata negli anni '30 a nascondere una camera segreta che era stata utilizzata nella Ferrovia Sotterranea.
La Greenville University è stata fondata come Almira College, un college femminile, nel 1855. L'ex professore di storia della GU, Donald Jordahl, ha scritto che l'Almira College era “una delle prime estensioni verso ovest di un'idea orientale favorevole all'educazione femminile, un primo passo nel movimento per il suffragio femminile e la liberazione”. Nel 1941, il presidente del college H.J. Long “dichiarò che la fondazione di Almira e Greenville correvano parallele, poiché entrambe erano fondate sulla preghiera”. Le donne nella Contea di Bond poterono votare per la prima volta nel 1914.
Quando Abraham Lincoln e Stephen Douglas tennero discorsi a Greenville nel 1858 durante una campagna per il Senato degli Stati Uniti, Douglas disse: “Signore e signori, mi dà grande e suprema soddisfazione e piacere vedere questa vasta folla di persone riunite per ascoltarmi in questa mia prima visita alla Vecchia Bond”. Il ‘'Illinois State Register‘' riportò dell'occasione: “Ho visto molte riunioni nella Contea di Old Bond, ma non ho mai visto nulla di uguale a questo e non mi aspetto di vederlo mai più”.